# Batalha da Ilha das Serpentes
A batalha da Ilha das Serpentes foi um confronto militar que ocorreu no dia 24 de fevereiro de 2022 em decorrência da invasão da Ucrânia pela Rússia em 2022. A ilha, também conhecida como Fidonisi, está localizada no mar Negro a 35 km da costa da Ucrânia e estrategicamente próxima da Romênia.
Às 22h00 (01h00 Horário de Moscovo, UTC+2) do dia 24 de fevereiro, a Guarda Fronteira da Ucrânia anunciou que a Ilha das Serpentes havia sido capturada pela Marinha da Rússia. O cruzador Moskva e o navio-patrulha Vasily Bykov haviam bombardeado e destruído toda a infraestrutura da ilha. Após tal feito, soldados russos avançaram e tomaram a ilha das Serpentes.
Treze soldados ucranianos, representando toda a presença militar da Ucrânia na ilha, foram mortos após se recusarem a se render. A reação desafiadora do grupo ao dizer "navio de guerra russo, vá se foder" quando requerida sua rendição por um dos navios se tornou viral na Internet e um símbolo da resistência ucraniana. O Presidente Volodymyr Zelensky disse que "todos os guardas de fronteira morreram heroicamente" defendendo a ilha das Serpentes e que receberiam o título póstumo de Herói da Ucrânia.
No dia 26 de fevereiro, autoridades ucranianas disseram que havia a probabilidade dos soldados estarem vivos e estarem presos pelos russos. Em 28 de fevereiro de 2022, a Marinha Ucraniana postou em sua página no Facebook que todos os guardas de fronteira da ilha estavam vivos e detidos pela Marinha Russa.
A ocupação da ilha por parte dos russos nunca foi pacífica. Os ucranianos submetiam a área a constantes bombardeios com mísseis e aeronaves. Navios de guerra russos que se aproximavam para ou atacar a Ucrânia ou para proteger a ilha eram também um alvo constante. De fato, o cruzador russo Moskva foi afundado na região por um míssil anti-navio ucraniano Neptune. Esses constantes bombardeios e ataques tornavam a posição russa na ilha insustentável.
Em 30 de junho de 2022, após quatro meses de ocupação, as forças russas abandonaram a ilha.